# Desmond Miles
Desmond Miles est un personnage de fiction et le principal protagoniste des cinq premiers épisodes de la série de jeux vidéo Assassin's Creed,,. Il est le descendant d'une longue lignée d'autres assassins, dont Adam,, Aquilus,, Altaïr Ibn-La'Ahad, Ezio Auditore da Firenze,, Edward Kenway,, Haytham Kenway, et Ratonhnhaké꞉ton,. Miles est doublé par Nolan North et est calqué sur le mannequin canadien Francisco Randez.

## Biographie

### Assassin's Creed
Desmond vit à New York et travaille comme barman. Afin de cacher son identité, il vit sous des noms d'emprunt et n'utilise que de l'argent liquide pour se protéger. Cependant, comme ses ancêtres étaient des assassins renommés, il est finalement retrouvé par Abstergo Industries et est capturé par les Templiers. Une fois à l'intérieur des installations d'Abstergo, Desmond est contraint d'entrer dans l'Animus, une technologie de pointe qui lui permet de revivre les souvenirs de ses ancêtres, stockés dans son ADN. Cela lui permet de séparer sa conscience de son attache corporelle et d'infuser son esprit avec ses ancêtres, le tout sous la surveillance des scientifiques d'Abstergo, le Dr Warren Vidic et le Dr Lucy Stillman. Les scientifiques expliquent qu'ils recherchent dans la mémoire des ancêtres de Desmond, en particulier celle d'Altaïr Ibn-La'Ahad, des informations spécifiques qu'ils refusent de divulguer. Sans trop de choix, Desmond accepte à contrecœur de les aider.
Après avoir récupéré les informations recherchées par Vidic sur la Pomme d'Éden, les dirigeants d'Abstergo ordonnent la mort de Desmond. Lucy parvient à le sauver en persuadant Vidic de le garder en vie jusqu'à ce qu'ils sachent qu'il n'est plus utile. De retour dans sa chambre, Desmond, souffrant de l'« effet de transfert », découvre que l'effet secondaire lui a donné la « vision d'aigle » d'Altaïr. Cela lui permet de discerner les alliés des ennemis et de lire des messages cryptés écrits sur les murs et les sols par le Sujet 16, un autre sujet d'Animus que Lucy et Vidic mentionnent occasionnellement.
Selon Nolan North, le plan original pour Desmond était qu'il figure dans six jeux, acquérant les compétences de ses ancêtres assassins, deviendrait finalement « l'Ultime Assassin » et serait capable de voyager dans le temps entre différentes périodes.

### Assassin's CreedII
Desmond s'échappe d'Abstergo avec l'aide de Lucy, qui est un assassin infiltré chez Abstergo. Il s'installe dans l'Animus 2.0, supervisé par Lucy et son équipe d'assassins Shaun Hastings et Rebecca Crane, pour être rapidement formé en tant qu'assassin, via l'effet de transfert. Il revit les souvenirs d'Ezio Auditore da Firenze, son ancêtre de la Renaissance. Après avoir parcouru avec succès les premiers souvenirs d'Ezio, Desmond est extrait de l'Animus pour éviter la dégradation mentale que le Sujet 16 a subi en passant trop de temps dans l'Animus. Peu de temps après l'extraction, Desmond revient à l'un des souvenirs d'Altaïr, bien qu'il ne soit pas lié à l'Animus. Desmond prend connaissance de Maria Thorpe, l'amante d'Altaïr et un ancien templier utilisé comme leurre par Robert de Sablé. Alors qu'Altaïr part, Desmond se dirige vers Maria et entre dans son ventre, montrant que l'enfant d'Altaïr, un autre des ancêtres de Desmond, vient d'être conçu.
Après avoir passé plus de temps dans l'Animus 2.0, Desmond commence à s'adapter à ses compétences nouvellement développées et devient un expert dans l'utilisation des armes qu'Ezio a appris à utiliser. Le dernier segment des souvenirs d'Ezio amène Desmond dans une pièce futuriste sous la chapelle Sixtine, où un hologramme de la déesse Minerve s'adresse à Desmond à travers Ezio. Elle l'avertit d'un cataclysme imminent pouvant détruire la Terre. Desmond est retiré de l'Animus tandis qu'Abstergo découvre leur cachette. L'équipe parvient à s'échapper. Desmond entre dans l'Animus en transit, sachant qu'Ezio et peut-être le sujet 16 peuvent avoir les réponses qu'ils recherchent.

### Assassin's Creed II: Brotherhood
Desmond, Lucy, Shaun et Rebecca arrivent à Monteriggioni, où ils ont installé un refuge dans le sanctuaire de la Villa Auditore.  Desmond entre dans l'Animus 2.0 pour découvrir l'emplacement de la Pomme d'Éden, l'une des Pièces d'Éden obtenues par Ezio. À travers les souvenirs d'Ezio pendant les années passées à combattre les Borgia à Rome, Desmond et les autres apprennent que la pomme est cachée sous le Colisée de Rome. Les Assassins se frayent un chemin à l'intérieur d'une ancienne voûte, où se trouve la Pomme. Desmond prend l'artefact et, à travers elle, Junon prend le contrôle de son corps et l'oblige à poignarder Lucy, qui se révèle être un agent double des Templiers. Desmond tombe dans le coma et est replacé dans l'Animus par William Miles et un autre Assassin dans le but de préserver sa conscience.

### Assassin's Creed II: Revelations
Au sein de l'Animus, Desmond se retrouve dans la Black Room (« chambre noire »), une zone « mode sans échec » de l'appareil. Dans l'Animus Island de la Black Room, il rencontre la construction numérique du Sujet 16, qui explique que Desmond doit trouver une mémoire qui le relie à Altaïr et Ezio pour qu'il puisse réintégrer son subconscient brisé et se réveiller de son coma. Dans cet état, Desmond peut entendre des conversations entre son père, William Miles, Shaun Hastings et Rebecca Crane. Lorsque l'Animus commence à supprimer l'île de l'Animus, le Sujet 16 se sacrifie pour empêcher la conscience de Desmond d'être supprimée, mais pas avant de transférer ses propres souvenirs génétiques sur Desmond. Après s'être réveillé de son coma, Desmond voit Shaun, Rebecca et William autour de lui. Lorsque William demande s'il va bien, Desmond déclare simplement qu'il sait ce qu'ils doivent faire.
Dans la Salle Noire, il y a cinq séquences où Desmond parle de sa vie et comment il a été attrapé par Abstergo. Dans ces séquences, il exprime ses regrets de s'être enfui de la Ferme, le camp d'entrainement des Assassins, et souhaite s'excuser auprès de ses parents. Desmond explique ses débuts à la ferme et la formation qu'il a suivi. Il décrit également son évasion, survenue à l'âge de 16 ans. Il s'est enfui dans les Black Hills, avant de croiser des filles de l'Illinois qui l'ont conduit à Chicago. Après cela, il a déménagé à New York. Il parle de sa vie à New York et du travail qu'il a obtenu dans un bar. Enfin, Desmond décrit comment Abstergo l'a trouvé à 25 ans et combien il regrettait de ne pas avoir pris les avertissements et l'entraînement de ses parents plus au sérieux, et accepte finalement son rôle d'assassin.

### Assassin's Creed III
Desmond, qui est sensiblement plus mince et fragile après une longue période dans l'Animus, se réveille de son coma. Avec l'aide de son père et de ses amis, il revit les souvenirs de son ancêtre Ratonhnhaké:ton, afin de trouver la clé du temple indiqué par Junon. Après avoir revécu la vie de Ratonhnhaké:ton, son ancêtre amérindien qui a combattu les colons Anglais, et tué Warren Vidic et Daniel Cross, il trouve la clé de la porte secrète. Desmond ouvre la porte et parle avec Junon. Minerve apparaît soudainement et dit à Desmond que, alors qu'ils envisageaient de sauver le monde, Junon voulait utiliser les machines et mettre en marche ses plans de conquête mondiale et de retour de l'ancien ordre.
Minerve prévient Desmond que s'il touche le piédestal, il sera tué, Junon sera libérée et le monde sera sauvé. Desmond décide d'utiliser l'appareil et de sauver le monde, croyant qu'il a de meilleures chances de combattre Junon. Pendant que Shaun, Rebecca et William sortent du temple, Desmond touche le piédestal et sauve le monde, mais se tue en libérant Junon.
Selon le directeur de la conception Steve Masters, l'histoire de Desmond se termine dans Assassin's Creed III, en expliquant que « Ce que nous essayons de faire est d'apporter une certaine finalité à l'histoire de Desmond. Pour en fait conclure ce que vous avez ouvert et vécu avec lui ». Le directeur créatif de la série, Jean Guesdon, a déclaré que Desmond est un personnage important de la série Assassin's Creed, et jouera un grand rôle dans Assassin's Creed IV: Black Flag.

### Assassin's Creed IV: Black Flag
Malgré sa mort physique, Desmond est toujours un atout puissant pour les Templiers et les Assassins. Peu de temps après la mort de Desmond, une équipe de récupération d'échantillons d'Abstergo est envoyée pour recueillir son corps et des échantillons pour le nouveau Sujet 17. L'ADN de Desmond est stocké dans les serveurs d'Abstergo Entertainment, où une équipe d'analystes est chargée de revivre ses souvenirs génétiques et d'en apprendre davantage sur ses ancêtres. L'un d'eux, le personnage jouable, est chargé de revivre les souvenirs d'Edward Kenway, le grand-père de Ratonhnhaké:ton, un pirate et plus tard un éventuel membre recruté dans l'Ordre des Assassins. Leur but est de recueillir suffisamment d'informations pour trouver l'Observatoire, un temple hébergeant un dispositif de suivi avancé et plusieurs flacons d'échantillons de sang de la Première Civilisation. Cela permettrait officiellement à Abstergo Entertainment de financer ses opérations en écrivant un film sur l'âge d'or de la piraterie.
L'analyste vole et renvoie aux Assassins plusieurs enregistrements laissés par Desmond détaillant ses doutes initiaux. Comme Abstergo peut désormais collecter les souvenirs génétiques de n'importe qui sans avoir à recourir à des analyses de sang, le corps de Desmond donne à Abstergo une connaissance complète de sa vie familiale.

### Assassin's Creed Syndicate
En 2015, un garçon a été amené par sa mère dans une clinique d'Abstergo à New York. Les analystes d'Abstergo ont découvert que le garçon partageait exactement la même lignée que Desmond Miles, indiquant qu'il pourrait avoir été conçu sans le savoir par Desmond quelques années après sa fuite chez les Assassins. En plus de cela, il a également été révélé que le garçon est un Sage, une réincarnation moderne d'un membre de la Première civilisation. Un chercheur d'Abstergo propose alors de kidnapper le garçon et de mener une vivisection sur lui. Cependant, une autre chercheuse, Isabelle Ardant, s'est opposée à l'idée, affirmant qu'il serait préférable d'enlever le garçon quand il sera plus âgé et de le placer dans l'Animus pendant 50 ans afin qu'Abstergo puisse étudier sa lignée.

## Film
Michael Fassbender a co-produit et joué dans le film Assassin's Creed en 2012, qui initialement devait être le premier d'une série. Initialement pressenti pour jouer le rôle de Desmond Miles, Ubisoft expliqua que Fassbender prendrait le rôle d'un nouveau personnage, dénommé Callum Lynch,.

## Voix
- Nolan North[27]
- Xavier Fagnon[28] puis Nicolas Charbonneaux-Collombet

## Accueil
Desmond Miles a reçu des critiques assez partagées, surtout dues à son caractère développé de manière inégale et son importance décroissante au cours du temps. Il a été élu 20e meilleur personnage fictif des années 2000 par les lecteurs de Game Informer. PlayStation Universe, quant à lui, estime que Desmond est l'un des pires personnages de la PlayStation 3, expliquant que « malgré un très bon doublage par Nolan North,  il est impossible de se séparer du sentiment de monotonie en jouant Desmond Miles ». Watch Mojo a classé Desmond 10e meilleur personnage d'Assassin's Creed, en disant que « bien que cynique de prime abord, la bravoure de Desmond et son intérêt pour les autres transparaît clairement, sans parler de sa capacité à agir pour le bien commun ».